# Lista de soberanos de Madagascar

Armas do Reino de Madagascar.

Esta é uma lista dos monarcas que governaram o chamado Reino de Merina (ou Imerina), no planalto central de Madagascar, de onde se originaram os primeiros monarcas do Reino de Madagascar, no século XIX. Antes da união da ilha, a sucessão baseava-se na designação de um herdeiro pelo monarca reinante, normalmente entre seus próprios filhos. A lista abaixo representa uma linha genealógica direta desde a última rainha de Madagascar até os primeiros governantes conhecidos, identificados no século XV. Informações detalhadas sobre os nomes e datas anteriores ao século XVI são fruto, principalmente, de história oral, enquanto que nomes e datas posteriores são verificáveis a partir de fontes primárias. A combinação dessas fontes fornecem uma lista dos governantes Merina anteriores à unificação promovida por Andrianampoinimerina no planalto central de Madagascar e da conquista da maior parte do território da ilha por seu filho, o rei Radama I.

## Reis de Merina
Os asteriscos indicam nomes tirados da história oral, sem fontes que comprovem sua existência, como os monarcas lendários ou semi-lendários.
- Andrianerinerina* (Filho de Deus encarnado. Segundo a crença popular, ele desceu dos céus e estabeleceu seu reino em Anerinerina)
- Andriananjavonana*
- Andrianamponga I*
- Andrianamboniravina*
- Andriandranolava (Andranolava)*
- Andrianampandrandrandava (Rafandrandrava)*
- Andrianmasinidohafandrana (Ramasindohafandrana)*
- Rafandrampohy*
- Andrianmpandramanenitra (Rafandramanenitra)*
- Rainha Rangita (Rangitamanjakatrimovavy) (1520–1530)
- Rainha Rafohy (1530–1540)
- Rei Andriamanelo(1540–1575)
- Rei Ralambo (1575–1612)
- Rei Andrianjaka (1612-1630)
- Rei Andriantsitakatrandriana (1630–1650)
- Rei Andriantsimitoviaminandriandehibe (1650–1670)
- Rei Andrianjaka Razakatsitakatrandriana (1670–1675)
- Rei Andriamasinavalona (Andrianjakanavalondambo) (1675–1710)
- Rei Andriantsimitoviaminiandriana Andriandrazaka (Andriantsimitoviaminandriandrazaka) (1710–1730)
- Rei Andriambelomasina (1730–1770)
- Rei Andrianjafynandriamanitra (Andrianjafinjanahary ou Andrianjafy) (1770–1787)
- Rei Andrianampoinimerina (1787–1810)

## Reis de Madagascar
Reis de Madagascar, após a unificação do país.
| Monarca | Monarca           | Reinado              | Reinado                 | Notas |
| Monarca | Monarca           | Início               | Fim                     | Notas |
| ------- | ----------------- | -------------------- | ----------------------- | --- |
|         | Radama I O Grande | 6 de julho de 1810   | 27 de julho de 1828     | Unificador do país e primeiro rei de Madagascar. Estabeleceu relações com Reino Unido e França com fins de modernizar o reino e faze-lo reconhecer na Europa. Para isso aboliu a escravidão e permitiu que cristãos realizassem missões no país. |
|         | Ranavalona I      | 1 de agosto de 1828  | 16 de agosto de 1861    | Esposa do rei anterior e o sucedeu com um golpe de Estado. Rompeu relações com países europeus e isolou a ilha do mundo afora com fins de preservar as tradições malgaxes. Perseguiu cristãos e estrangeiros no país, ainda promovendo guerras que dizimaram milhares de pessoas.                                                                                        |
|         | Radama II         | 16 de agosto de 1861 | 12 de maio de 1863      | Filho dos reis anteriores, reatou as relações com França e Reino Unido e iniciou um lento processo de modernização no país. Assinou a Carta Lambert, que permitia a exploração das terras da ilha pelos franceses e que anos depois seria utilizada como pretexto para colonização de Madagascar. Radama II foi morto em um golpe de Estado orquestrado pelo parlamento. |
|         | Rasoherina        | 12 de maio de 1863   | 1 de abril de 1868      | Esposa principal do rei anterior, assumiu com apoio do parlamento e reinou sob a monarquia parlamentarista. Pouco antes de sua morte converteu-se ao catolicismo. |
|         | Ranavalona II     | 1 de abril de 1868   | 13 de julho de 1883     | Prima da rainha anterior, aboliu a antiga religião tradicional e instaurou o cristianismo como oficial no país. As missões cristãs para o reino foram crescentes a partir dos anos 1870. Perto de sua morte a França instaurou um protetorado em Madagascar. |
|         | Ranavalona III    | 30 de julho de 1883  | 28 de fevereiro de 1897 | Última rainha de Madagascar. Tentou aproximação com países europeus para frear a colonização francesa no país. Apesar dos esforços, o país foi colonizado em 1895 e a monarquia abolida em 1897. |

## Após 1897

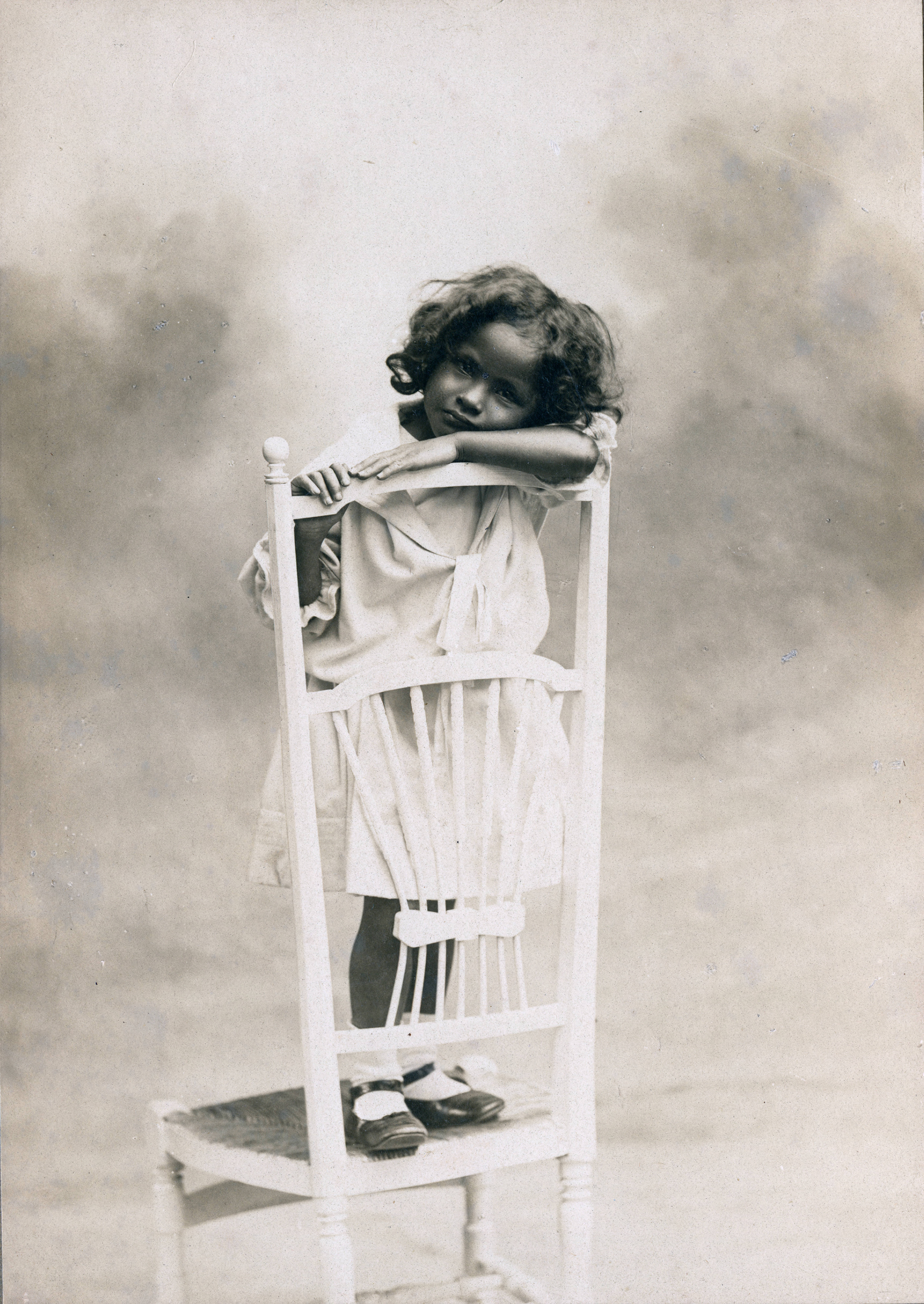
Princesa Marie-Louise, sobrinha e herdeira da rainha Ranavalona III, em foto de 1900.

Após a queda da monarquia, a última soberana reinante de Madagascar nomeou sua sobrinha, a princesa Marie-Louise, como herdeira da dinastia Merina. Ela morreu sem deixar descendência, em 1948.